# Norbert Zafimahova
Norbert Léon Zafimahova, né le 13 juin 1913 à Farafangana (Madagascar) et mort le 3 avril 1974  dans la même ville, est un homme politique malgache, sénateur au Sénat français de 1948 à 1958. Il devient en 1958 le premier président de l'Assemblée nationale constituante.

## Biographie

### Enfance, éducation
Originaire du Sud-Est de Madagascar au pays antaifasy, Norbert Zafimahova naît en 1913 à Farafangana.Fils de Leon Zafimahova et de Marguerite Kembarakala.Il a douze enfants.
Il a suivi des études dans la prestigieuse école de formation des futurs cadres indigènes le Myre de Vilers à Antananarivo en section Administrative.

### Vie politique

#### De 1940 à 1958
A l'issue de sa scolarité dans la section administrative de l'école normale Le Myre de Vilers de Tananarive, il entre dans l'administration indigène.
Récemment nommé gouverneur de quatrième classe, il se porte candidat aux élections au deuxième collège pour le Conseil de la République le 24 décembre 1948. Il figure alors en deuxième position sur la liste du parti des déshérités de Madagascar (PADESM), qui a pour clientèle principalement côtière et catholique, qui est conduite par Félix Totolehibe. Avec 48 voix sur 61 suffrages exprimés, cette liste remporte les trois sièges à pourvoir et Norbert Zafimahova est proclamé élu au quotient. 
A son arrivée à la Haute Assemblée, il rejoint le groupe des républicains indépendants, au sein duquel il siège en 1949 à l'intergroupe du Rassemblement du peuple français, et est nommé aux commissions du suffrage universel et des pensions. 
Il est l'auteur d'un rapport au nom de la commission de la France d'outre-mer sur la proposition de résolution déposée par les sénateurs de la Grande-Ile, qu'il défend en séance publique le 30 mars 1950, en vue de venir en aide aux victimes du cyclone de Tamatave. Norbert Zafimahova participe également aux discussions portant sur les conditions de levée de l'immunité parlementaire (1949) et le développement et l'unification de l'enseignement à Madagascar (1950). 
Aux élections sénatoriales du 18 mai 1952, il conduit la liste pour l'amélioration sociale et économique de Madagascar par la collaboration franco-malgache qui, avec 22 voix sur 96 suffrages exprimés, n'obtient qu'un seul des trois sièges à pourvoir. 
Ce dernier est élu à la plus forte moyenne, il rejoint alors le groupe du Parti républicain de la liberté avant de s'apparenter au groupe indépendant d'outre-mer et retrouve les commissions dont il était membre depuis 1949. Il est par la suite appelé à siéger aux commissions de la presse et du travail, de la France d'outre-mer et de la marine, de l'éducation nationale et de la défense nationale, des moyens de communication et de la famille ainsi qu'à la commission de coordination pour l'examen des problèmes intéressant les affaires d'Indochine. Il est nommé secrétaire du Conseil de la République le 4 octobre 1956.
Au cours de ce second mandat, il n'a recours à aucun des instruments de l'initiative et du contrôle parlementaire mais il intervient à plusieurs reprises dans les grandes discussions sur les territoires d'outre-mer et leurs répercussions dans la Grande-Ile. Nationaliste modéré et partisan de la loi-cadre, Norbert Zafimahova est porté en 1957, dans la province de Fianarantsoa, à la vice-présidence du conseil puis accède à la présidence de l'Assemblée représentative du territoire.
En juin 1958, il ne prend pas part aux votes des pleins pouvoirs et de la révision constitutionnelle mais est reconduit à son siège de sénateur par 36 voix sur 244 suffrages exprimés. Il retrouve alors au Conseil de la République le groupe indépendant d'outre-mer et du rassemblement démocratique africain et siège à la commission des affaires culturelles.
Le 21 octobre 1958 ,ce dernier est présent au côté de Ranaivoson Andrianome qui réalisera le drapeau national malgache et qui sera par la suite présentait par Nobert Zafimahova en France où ce dernier a officié durant plusieurs années .

#### De 1948 à 1959: Sénateur de Madagascar
Représentant Madagascar au Conseil de la République depuis 1948 et réélu pour la dernière fois en juin 1958, Norbert Zafimahova est nommé membre de la commission des affaires culturelles du Sénat, instauré par la Constitution de la Ve République, en janvier 1959.
Parallèlement à son mandat sénatorial, il joue un rôle politique majeur dans son île natale qui, à la suite de l'adoption de la loi-cadre Defferre en 1956, s'achemine progressivement vers une autonomie politique. Conseiller de la province de Fianarantsoa, Norbert Zafimahova fonde dès 1956 l'Union des démocrates sociaux de Madagascar. En mai 1957 il est élu président de l'Assemblée représentative de Madagascar. Partisan de l'autonomie administrative malgache avant l'indépendance de son territoire, il devient ensuite, le 16 octobre 1958, le premier président de l'Assemblée nationale constituante de la République malgache, proclamée deux jours auparavant, fonction qu'il exerce jusqu'en 1959.
La même année, le 15 juillet 1959, son mandat de sénateur prend fin en application de l'ordonnance n° 58-794 du 17 octobre 1958 relative au fonctionnement provisoire des pouvoirs publics. N. Zafimahova aura siégé onze années au Palais du Luxembourg.

#### 1960 à sa mort: l'indépendance
Une fois l'indépendance de Madagascar proclamée le 26 juin 1960 à l'issue d'un processus négocié avec le gouvernement français, il devient directeur des relations extérieures au ministère des Affaires étrangères de la République malgache (1960-1965). Il préside par ailleurs l'Union des républicains de 1962 jusqu'à son décès.
Il s'éteint le 3 avril 1974 à Farafangana, sa commune natale située au bord de l'océan Indien, à l'âge de soixante ans.
Il était chevalier de la Légion d'honneur, officier de l'ordre national malgache, commandeur de l'Étoile royale de la Grande Comore et chevalier de l'Étoile d'Anjouan.

### Sources et bibliographie
- « Fiche biographique sur Norbert Zafimahova », sur senat.fr, Sénat français (consulté le 21 novembre 2015)